# Inno Pernambucano
L'inno dello stato del Pernambuco (Brasile) è stato scritto da Oscar Brandão e musicato da Nicolino Milano (1876-1931).

## Stile
Il testo scritto da Oscar Brandão ha avuto influenze da più stili letterari della letteratura brasiliana dell'inizio del XX secolo, tanto che se ne potrebbe definirne, per assurdo, una sintesi.
Le maggiori influenze si avvertono dal:
- Parnassianesimo con l'uso di parole desuete al fine di trasmettere una visione romantica della terra natale e l'esaltazione della natura tropicale del paese.
- Simbolismo, usando simboli e liberando le parole dalla loro essenza logica, con una ricerca di immagini acustiche, visive ed olfattive.
- Modernismo, con riferimenti al momento politico e sociale
- Arcadismo, valorizzando la vita agreste.
- Verismo, con riferimenti alle realtà sociali brasiliane del tempo.
- Barocco, con la presenza di antitesi e con giochi verbali.

## Testo
(in lingua portoghese - affiancata ad una traduzione in lingua italiana)
| Coração do Brasil, em teu seio Corre sangue de heróis – rubro veio, Que há de sempre o valor traduzir, És a fonte da vida e da história Desse povo coberto de glória, O primeiro talvez do porvir! Estribilho Salve ó terra dos altos coqueiros, De beleza soberbo estendal! Nova Roma de bravos guerreiros, Pernambuco imortal! Imortal! Esses montes e vales e rios, Proclamando o valor dos teus brios Reproduzem batalhas cruéis. Do presente és a guarda avançada, Sentinela indormida e sagrada, Que defende da Pátria os Lauréis! Salve ó terra dos altos coqueiros, De beleza soberbo estendal! Nova Roma de bravos guerreiros, Pernambuco imortal! Imortal! Do futuro, és a crença, a esperança Desse povo que altivo descansa Como o atleta depois de lutar... No passado o teu nome era um mito, Era o sol a brilhar no infinito, Era a glória na terra a brilhar! Salve ó terra dos altos coqueiros, De beleza soberbo estendal! Nova Roma de bravos guerreiros, Pernambuco imortal! Imortal! A República é filha de Olinda, Alva estrela, que fulge e não finda De esplendor com os seus raios de luz. Liberdade um teu filho proclama, Dos escravos o peito se inflama Ante o sol dessa terra da cruz! Salve ó terra dos altos coqueiros, De beleza soberbo estendal! Nova Roma de bravos guerreiros, Pernambuco imortal! Imortal! | Cuore del brasile, in tuo seno Scorre sangue d'eroi - rosso viene, Che ha da sempre il valore trasmesso, È la fonte di vita e di storia Del popol coperto di gloria, Il primo forse dell'avvenire! (ritornello) Salve o terra dagli alti palmizi, Di bellezza superbo sfoggio! Nuova Roma di prodi guerrieri, Pernambuco immortale! Immortale! Questi monti e valli e fiumi Proclamando il valor del tuo brio Riproduce battaglie crudeli. Del presente sta all'avanguardia, Sentinella vigile e sacra, Che difende di Patria gli Allori! Salve o terra dagli alti palmizi, Di bellezza superbo sfoggio! Nuova Roma di prodi guerrieri, Pernambuco immortale! Immortale! Del futuro, sei la fede, la speranza Del popol che altero riposa Come atleta dopo la lotta... Nel passato il tuo nome era un mito Era il sole che brilla in eterno Era la gloria in terra a brillare! Salve o terra dagli alti palmizi, Di bellezza superbo sfoggio! Nuova Roma di prodi guerrieri, Pernambuco immortale! Immortale! La Repubblica è figlia di Olinda Albea stella che fulge e non cala Di splendor coi suoi raggi di luce Libertà in tuo figlio proclama Degli schiavi il petto s'infiamma Fronte al sol della terra di croce! Salve o terra dagli alti palmizi, Di bellezza superbo sfoggio! Nuova Roma di prodi guerrieri, Pernambuco immortale! Immortale! |